# Пушматага (округ, Оклахома)
Шаблон:StateAbbr_ 34°25′ пн. ш. 95°22′ зх. д. / 34.42° пн. ш. 95.36° зх. д.
Округ  Пушматага (англ. Pushmataha County) — округ (графство) у штаті  Оклахома, США. Ідентифікатор округу 40127.

## Історія
Округ утворений 1907 року.

## Демографія
За даними перепису 
2000 року 
загальне населення округу становило 11667 осіб, усе сільське.
Серед мешканців округу чоловіків було 5607, а жінок — 6060. В окрузі було 4739 домогосподарств, 3290 родин, які мешкали в 5795 будинках.
Середній розмір родини становив 2,94.
Віковий розподіл населення поданий у таблиці:
| Стать    | До 15 років | 15-21 | 22-29 | 30-39 | 40-49 | 50-65 | 65-85 | Понад 85 |
| -------- | ----------- | ----- | ----- | ----- | ----- | ----- | ----- | -------- |
| Чоловіки | 1224        | 548   | 393   | 708   | 779   | 1055  | 815   | 85       |
| Жінки    | 1240        | 524   | 418   | 764   | 788   | 1095  | 1016  | 215      |

## Суміжні округи
- Латімер — північ
- Лефлор — північний схід
- Маккертен — схід
- Чокто — південь
- Атока — захід
- Піттсбург — північний захід

## Виноски
1. ↑  U.S. Decennial Census. United States Census Bureau. Архів оригіналу за 12 травня 2015. Процитовано 22 лютого 2015.
2. ↑  Historical Census Browser. University of Virginia Library. Архів оригіналу за 12 грудня 2009. Процитовано 22 лютого 2015.
3. ↑  Forstall, Richard L., ред. (27 березня 1995). Population of Counties by Decennial Census: 1900 to 1990. United States Census Bureau. Архів оригіналу за 19 лютого 2015. Процитовано 22 лютого 2015.
4. ↑  Census 2000 PHC-T-4. Ranking Tables for Counties: 1990 and 2000 (PDF). United States Census Bureau. 2 квітня 2001. Архів оригіналу (PDF) за 18 грудня 2014. Процитовано 22 лютого 2015.
5. ↑  State & County QuickFacts. United States Census Bureau. Архів оригіналу за 26 січня 2016. Процитовано 12 листопада 2013.(англ.) Наведено за англійською вікіпедією.
6. ↑  American FactFinder. Бюро перепису населення США. Архів оригіналу за 26 лютого 2012. Процитовано 31 січня 2008.

| США | Це незавершена стаття з географії США. Ви можете допомогти проєкту, виправивши або дописавши її. |